# 山田辰雄 (空手家)

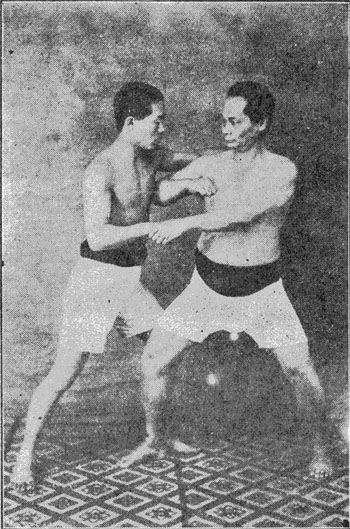
山田辰雄（左）と本部朝基（1926年）

山田 辰雄（やまだ たつお、1905年 - 1967年5月28日）は、兵庫県出身の空手家。昭和期を代表する空手家の一人であり、日本拳法空手道の開祖。また、日本ではじめてグローブ着用、防具なしによる直接打撃制試合を実施した人物であり、後のフルコンタクト空手やキックボクシングの誕生につながる業績を残した事でも知られる。

## 経歴
山田辰雄は1905年（明治38年）、兵庫県明石市に生まれた。少年時代より、竹内佐一に師事して柔術を学ぶ。1924年（大正13年）夏、山田は唐手（現・空手）の大家・本部朝基が大阪で結成した唐手術普及会に入門し、1926年（大正15年）には、本部の助教師（師範代）を務めるまでに、その実力を認められるようになった。
1933年（昭和8年）、山田は要人警護の職に就くようになり、当時の商工大臣、中島知久平（後の中島飛行機創業者）の身辺警護などを務めた。

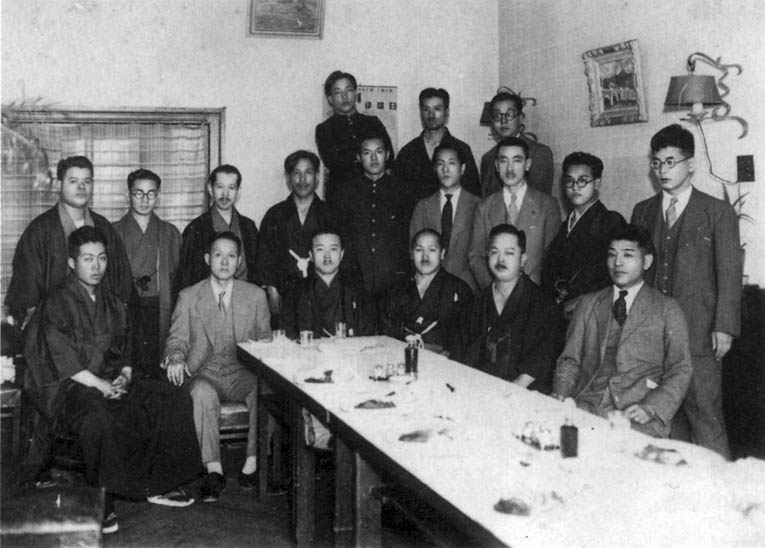
大日本武徳会で開催された武徳祭後の記念撮影。前列左から山田辰雄、大塚博紀、小西康裕、上島三之助、摩文仁賢和。他に山口剛玄や曺寧柱の姿も見える。京都、1938年。

終戦後の1945年（昭和20年）、山田は日本大学歯学科の空手部で、また1947年（昭和22年）には日本大学理工学部の空手部で空手師範をつとめた。同年、山田は東京荻窪に整骨院を開業し、その隣に道場を開設した。さらに 1955年（昭和30年）頃、東京飯田橋に日本拳法空手道の道場を開設した。1958年（昭和33年）、山田は『月刊空手道』5月号（空手道出版社）に「武道からてと護身術」という題で、論文を寄稿した。
1959年（昭和34年）、山田はグローブ着用による直接打撃制の空手競技を考案・発表した。1962年（昭和37年）には、後楽園ジムナジアム（現・後楽園ホール）にて第一回の空手試合を開催して、のちのフルコンタクト空手分野の先駆けとなる画期的な業績を残している。同年、山田はNHKテレビに出演し、自ら考案したグローブ空手を披露した。
また、山田はタイのムエタイにも関心を示し、日本のキックボクシング成立にも協力した。1968年（昭和43年）、肝臓ガンのため死去した。享年62。空手の実戦性を生涯にわたって追究した空手家であった。

## 関連記事
- 空手道
- 空手家一覧
- キックボクシング